# 辛仲甫
辛仲甫（927年—1000年），字之翰，汾州孝义人。仲甫少好学，及长，能吏事，伟姿仪，器局沉厚。后周广顺中，郭崇掌亲军，署仲甫掌书记。显德初，出镇澶渊，仍署旧职。崇所亲吏为厢虞候，部民有被劫者，诉阴识贼魁，即捕盗吏也，官不敢诘。仲甫请自捕逮，鞫之，吏故稽其狱。仲甫曰：“民被寇害而使自诬服，蠹政甚矣，焉用僚佐为？”请易吏以雪冤愤。崇悟，移鞫之，乃得实状。
太祖受命，以崇为监军。陈思诲密奏崇有奸状，上怒且疑，遣中使驰往验之。未至，崇忧懑失据，谓宾佐日：“苟主人不察，为之奈何?”皆愕相视。仲甫曰：“皇帝膺运，公首效节，军民处置，率循常度，且何以加辞？第远侦使者，率僚属尽郊迎礼，听彼伺察，久当自辨矣。”崇如其言。使者至，视崇无他意，还奏，上大喜，归罪于思诲。
乾德五年，入拜右补阙，出知光州。州有横河与城直，会霖潦暴疾，水溢溃庐舍。仲甫集船数百艘，军资民储，皆赖以济。六年，移知彭州。州卒诱营兵及诸屯戍，谋以长春节宴集日为乱。属春初，仲甫出城巡视，见壕中草深，意可藏伏，命烧剃之。凶党疑谋泄，有自首者。禽百余人，尽斩之。先是州少种树，暑无所休。仲甫课民栽柳荫行路，郡人德之，名为“补阙柳”。
太平兴国初，迁起居舍人，奉使契丹。辽主问：“党进何如人？如进之比有几？”仲甫曰：“国家名将辈出，如进鹰犬材耳，何足道哉！”辽主欲留之，仲甫曰：“信以成命，义不可留，有死而已。”辽主竟不能屈。使还，以刑部郎中知成都府。既至，奏免岁输铜钱，罢榷酤，政尚宽简，蜀人安之。八年，加右谏议大夫。时彭州盗贼连结为害，诏捕未获。仲甫诱令自缚诣吏者凡百余人，余因散去。
淳化二年，出知陈州。代归，会蜀有寇，以仲甫素著恩信，将令舆疾招抚，以疾未行。咸平三年（1000年）卒，年七十四。

## 延伸阅读
[在维基数据编辑]
 《宋史·卷266》，出自脱脱《宋史》